# Місто+
«Місто+» — полтавський місцевий ефірний цифровий телеканал.

## Про телеканал
«Місто+» — це перший у Полтаві місцевий ефірний цифровий телеканал (DVB-T2). Розпочав мовлення 1 вересня 2013 року. Глядацька аудиторія 500 000 осіб. Мовить у Полтаві та прилеглих районах. Колектив телеканалу налічує понад 30 осіб. Формат телеканалу — інформаційно -просвітницький. Телеканал створений та належить ТОВ «ТРК „ІРТ-Полтава“», яке володіє також телеканалом «ІРТ Полтава». Телеканал працює у відповідності з чинною ліцензією Національної ради України з питань телебачення та радіомовлення.

## Власні програми телеканалу
- «Новини».
- «Спорт».
- «Прогноз погоди».
- Автомобіль
- Бібліотека успіху
- Дитяча година
- Дуелі в оселі
- Здоров'я
- Кіноперли
- Кулінарна країна
- Катастрофи тижня
- ТОП-5